# Aleiodes bipannus
Aleiodes bipannus är en stekelart som först beskrevs av Van Achterberg 1991.  Aleiodes bipannus ingår i släktet Aleiodes och familjen bracksteklar. Inga underarter finns listade i Catalogue of Life.